# Хайро Кінтерос
Хайро Кінтерос Сьєрра (ісп. Jairo Quinteros Sierra, нар. 7 лютого 2001, Санта-Крус-де-ла-Сьєрра, Болівія) — болівійський футболіст, захисник іспанського клубу «Сарагоса» та національної збірної Болівії.

## Ігрова кар'єра

### Клубна
Хайро Кінтерос є вихованцем футбольної академії іспанського клубу «Валенсія».
У лютому 2020 року футболіст підписав контракт з новоствореним клубом МЛС «Інтер Маямі» але одразу відправився в Болівію, де на правах оренди приєднався до місцевого клубу «Болівар». Вже у лютому захисник зіграв свій перший матч на професійному рівні. На початку 2021 року орендний договір було продовжено ще на один рік.
До «Інтера» Кінтерос приєднався перед початком сезону 2022 року. Зіграв в основі команди кілька матчі в МЛС і в серпні того року контракт гравця з американським клубом було розірвано за згодою сторін. Вже 1 вересня Кінтерос підписав новий контракт з іспанським клубом Сегунди «Сарагоса».

### Збірна
У 2019 році Хайро Кінтерос у складі збірної Болівії (U-19) брав участь у молодіжній першості Південної Америки.
3 червня 2021 року у матчі кваліфікації до чемпіонату світу 2022 року проти команди Венесуели Хайро Кінтерос дебютував у складі національної збірної Болівії. Також був внесений в заявку на участь у Кубку Америки 2021 року.